# Никола Банков
Никола Георгиев Банков е участник в Съпротивително движение по време на Втората световна война.

## Биография
Никола Банков е роден на 27 юни 1924 година в разложкото село Белица. Партизанин в Партизански отряд „Никола Парапунов“. Убит е на 16 май 1944 година при сражение с жандармерията в местността Равен в Рила.